# Església de Miranda do Douro
L'Església de Miranda do Douro, antiga Seu de Miranda do Douro o Cocatedral de Miranda do Douro, és un temple situat a la ciutat de Miranda do Douro, al nord-est de Portugal.
La construcció de l'església començà al 1552, i s'acabà en la darrera dècada del segle xvi. El projecte va ser realitzat per Gonçalo de Torralva i Miguel de Arruda. El 1566 el bisbe António Pinheiro consagrà l'altar major i el 1609, Diogo de Sousa informa el papa que la construcció n'està conclosa.
A l'interior, ressalta el retaule de l'absis, que són grups escultòrics de Gregorio Fernández.
La catedral és el temple més gran de la regió de Trás-os-Montes e Alto Douro, i s'ha classificat com a "Monument Nacional de Portugal" pel decret núm. 136 de 23 de juny de 1910.